# Steve Leonard
Steve "Lepoard" Leonard es un personaje de la Darren Shan (Saga), antiguo mejor amigo de Darren Shan, después antagonista.

## Primera trilogía: Sangre de Vampiros
Steve aparece en la primera trilogía de Darren Shan como un personaje principal.

### El tenebroso Cirque du Freak
Steve Leopard, cuyo verdadero apellido es Leonard, pero sus amigos usan el apodo Leopard (Leopardo) porque es un chico agresivo, "salvaje" y malhablado. Él es el mejor amigo de Darren (el protagonista), ambos van al Cirque du Freak. Aunque Steve tiene otros amigos (como Tommy), Darren es el que más lo acepta, así como Mr. Dalton, profesor de Lengua -inglés- y Geografía.
A Steve le fascinan los vampiros, tanto como Darren adora a las arañas. Ya en el Cirque, Steve reconoce a Mr. Crepsley (un artista del Cirque que controla una inmensa tarántula) y lo identifica como Vur Horston. Vur Horston, según un viejo libro, era un malvado vampiro.
Al concluir el espectáculo, Steve le dice a Darren que se vaya a casa [de Steve] y que lo espere allá; sin embargo, Darren decide seguir secretamente a su amigo. Para sorpresa de Mr. Crepsley y de Darren, Steve va a confrontar al vampiro y pedirle que lo vuelva su asistente o revelará su identidad(de vampiro)
El vampiro pasa a probar la sangre de Steve e inmediatamente la esupe diciendo que es malvada. Esta declaración vuelve loco a Steve y le jura a Mr. Crepsley que cuando crezca se convertirá en el mejor caza vampiros y lo matará.
Más tarde en la historia, semanas después de la visita al Cirque, Darren finge su muerte para poder irse con Mr. Crepsley y ser instruido como vampiro. Lo que Darren no esperaba, era que Steve fuera al féretro de Darren para comprobar que estuviera muerto por medio de una prueba de humedad y revisión de sus dedos.
Cuando Darren es enterrado y Mr. Crepsley exhuma su cuerpo, Darren y Steve tiene un breve encuentro en el que Leonard le jura a su amigo que lo perseguirá y asesinara, terminando su promesa con un corte en forma de cruz en su mano.

### El asistente de Vampiro y Túneles de sangre
Steve Leonard no aparece en estas dos novelas, pero en la segunda es recordado por Darren.

## Segunda trilogía: Ritos de Vampiros
Steve es mencionado pero no aparece en esta trilogía. Se le menciona también con el título que obtiene, pero sin mencionar que pertenece a él.

## Tercera trilogía

### Cazadores del Crepúsculo
Steve Leopard hace una pequeña aparición en este libro, pero de forma anónima casi al final de la novela.

### Aliados de la noche
Después de no aparecer esplícitamente desde El tenebroso Cirque du Freak, Steve regresa, ahora convertido (según él) en un caza vampaneces.
Salva a Darren de un vampanez con garfios en vez de manos, al que Steve llama Garfito y asegura que lleva tiempo siguiéndolo. Darren acompaña a Steve a su "guarida", en los apartamentos superiores de un edificio casi abandonado, después, van al hotel donde se hospeda Darren, Harkat (una personita) y Mr. Crepsley. Harkat no muestra confianza a Steve, al igual que Mr. Crepsley y Vancha March a su regreso de la Montaña de los Vampiros.
Finge intentar ayudar a los vampiros y guía a Darren, Harkat, Mr. Crepsley, Vancha y Debbie Hemlock (exnovia de Darren) a la caza de Garfito que los lleva a los túneles de sangre bajos la ciudad. En lo más profundo de los túneles se halla una caverna recién construida en la que Steve revela su verdadera identidad.
Steve es un semi-vampaneces y guio a los cazadores a una trampa llena de vampaneces. Abajo en los túneles comienza una pelea entre ambos bandos y Darren estuvo a punto de matar a Steve, pero se detuvo porque Garfito tenía a Debbie. Entonces, Darren toma a Steve como rehén y Vancha a un vampcota (humanos al servicio de los vampaneces) y escapan.

### Asesinos del Alba
Dejando los túneles, van a a la guarida de Steve, pero se ven acorralados por la policía, debido a que los vampaneces los han incriminado como unos asesinos sanguinarios muy buscados en la ciudad (por cierto, los asesinos son los mismos vampaneces). Después de una tensa discusión entre Vancha y Alice Burguese (la oficial de policía en jefe), deciden dejar a Steve, saltar por las ventanas y cometear. Al saltar, Mr. Crepsley se lastima el tobillo, por lo que Vancha se va solo y se lleva a Alice.
Cuando todos los demás han sido arrestados (Darren, Harkat y Mr. Crepsley), Steve es llevado al hospital de la policía. Cuando vuelve en sí, asesina algunos guardias y enfermeras y escapa. Luego los demás hacen lo mismo.
Los vampiros y la personita deciden ir de nuevo a los túneles a enfrentar al Lord de los Vampaneces, pues esa es su misión. Estando abajo, se encuentran a Vancha con Alice, atraviesan una serie de trampas y llegan a una cámara que Steve llama la Caverna de la Retribución. Allí se lleva una intensa lucha entre los cazadores y los vampaneces, culminando con el asesinato del Lord Vampanes a manos de Mr. Crepsley.
Cuando el Lord estuvo muerto, Steve se lanzó sobre el vampiro y ambos abrían caído a un foso lleno de estacas y fuego, si Ganen Harst (hermano de Vancha y protector del Lord) no se hubiera lanzado a sostener a Steve. Ganen le dice a Mr. Crepsley que si suelta a Steve dejará ir a sus amigos; Mr. Crepsley acepta dejándose caer al pozo.
Cuando todos los vampaneces y vampcotas se retiran, Steve le hace una terrible declaración a Darren: ¡Él es el Lord de los vampaneces y la muerte de Mr. Crepsley fue en vano!

## Cuarta trilogía
Steve no tiene aparición en el Lago de las almas, pero sí en las demás entregas.

### El Señor de las Sombras
En el Señor de las Sombras, Steve revela que tiene un hijo.
Steve causa la muerte de su antiguo amigo Tommy, ordenando que un vampcota y R.V. (Garfito) lo asesinen en un partido de fútbol mientras Darren estaba entre el público. Cuando Darren peesigue a los asesinos, se ve acorralado por Steve, Ganen, R.V., un vampcota y el hijo de Steve. Steve confunde a su hijo haciéndole creer que los vampaneces se oponen a los vampiros, que son criaturas despiadadas y que siempre matan a las personas de las que se alimentan, siendo los vampaneces quienes realmente hacen eso.
Steve le ordena a R.V. secuestrar a Shancus, el hijo de Evra Von, mejor amigo de Darren en el Cirque. Después, Steve mata a Shancus rompiéndole el cuello y retando a Darren a hacer lo mismo con su hijo, no sin antes decirle que el niño es hijo de Annie, hermana de Darren, y por tanto, su sobrino. Steve escapa.

### Hijos del Destino
Steve usa a la policía para acorralar a los artistas del Cirque du Freak en el estadio donde se alojan, y se esconde dentro manteniendo capturados a los artistas. Cuando Darren, Harkat, Vancha, y Alice entran al estadio, la madre de Shancus se lanza contra Darren culpándolo de la muerte de su hijo. Unos vampcotas de disponen a separarlos pero Steve pide que los dejen porque "es divertido"; en secreto, la mujer le dice a Darren que Steve tiene a Debbie y que los artistas pelearían junto a Darren.
Cuando se desata la revuelta, Evra intenta matar a Steve, pero por intervención mágica de Des Tiny, se detiene. Steve y R.V. salen del estadio, y Darren y Vancha los persiguen. Vancha es inmovilizado por una espada que lo atraciesa, y R.V. muere creyendo que recuperó sus manos, quedando así sólo Darren y Steve.
Steve guía a Darren a un túnel junto a un río para que el angosto espacio le dificulte a Darren la pelea (Darren usaba una espada que difícilmente podría manipularse en poco espacio). Al final, Darren le da una estocada a Steve en el corazón.
Mr. Tiny, o Des Tiny (destiny significa destino, haciendo alusión al control del tiempo que tiene Mr. Tiny) le dice a Steve y a Darren que ambos son sus hijos, engendrados para ayudarlo a destruir a la humanidad, y que uno de los dos se volvería el Señor de las Sombras, pero que al estar Steve agonizando, sería Darren. Él se rehúsa a creer esto, pero Mr. Tiny le dice que no hay nada que pueda hacer.
Darren provoca a Steve para que recobre fuerzas y lo acuchille, diciéndole que tanto él como Mr. Crepsley conspiraron en su contra. Esto surge efecto en Steve y acuchilla a Darren, ambos caen al río y mueren, frutrando así los planer de Des Tiny.
- Datos: Q19559789